# 금호피앤비화학
금호피앤비화학은 대한민국의 유기화학물 제조 기업으로 금호석유화학그룹의 주축을 이루는 회사다.

## 역사
- 1976년 - 금호화학㈜ 설립 등기 (서울특별시 종로구 관철동 45-1 대왕빌딩)
- 1980년 - 여수공장 준공
- 1987년 - 금호쉘화학㈜로 사명변경
- 1988년 - 본사 이전 (서울특별시 중구 회현동 2가 10-1 아시아나빌딩)
- 1994년 - 전제품 ISO 9001 인증 획득
- 1997년 - 로열 더치 쉘 지분 매입
- 1998년 - 금호피앤비화학㈜로 사명변경
- 2021년 - 김포연구소 공장 증설
- 2022년 - OCIKumho 지분양수(50%)

## 사업장 안내
- 금호피앤비화학 여수1공장: 전남 여수시 여수산단2로 218
- 금호피앤비화학 여수2공장: 전남 여수시 여수산단2로 46-53
- 금호피앤비화학 광양물류창고: 전남 광양시 항만2로 97